# 매슈 베인턴
매슈 베인턴(영어: Mathew Baynton, 1980년 11월 18일 ~ )은 잉글랜드의 배우, 희극인, 작가이다.